# Александър фон Фалкенхаузен
Александър фон Фалкенхаузен (на немски: Alexander von Falkenhausen) е германски генерал от пехотата на Вермахта, участвал в опита за убийство на фюрера Адолф Хитлер от 20 юли 1944 г.

## Кариера
Служи в германската армия от 1897 година Участва във военни мисии в Турция, Япония, Китай. От 1 април 1928 г. е генерал-майор, от 1 октомври 1929 г. - генерал-лейтенант, а от 8 март 1934 г. - генерал от пехотата.
През 1937 г., когато Нацистка Германия подкрепя агресията на Япония срещу Република Китай, Фалкенхаузен (по това време началник на военната мисия на Чан Кайшъ) не подкрепя агресията и е оттеглен под заплаха от арест. През 1938 г. Фалкенхаузен се завръща на военна служба. През Втората световна война воюва на Западния фронт. От 1940 г. е райхскомисар на окупирана Белгия. Той е приятел с участващите в антихитлеристкия заговор Карл Фридрих Гьорделер и Ервин фон Вицлебен. След провала на заговора е арестуван. Местен е в различни концентрационни лагери, след което е освободен от американците през април 1945 г.
През 1948 г. е изпратен в Белгия, където изправен пред съд. През март 1951 г. е осъден на 12 години затвор, но няколко седмици по-късно е помилван и освободен, след като са представени доказателства за личното му участие в спасяването на много евреи от депортиране в лагерите на смъртта.
През 1950 г. той получава лично поздравление и чек за 1 млн. долара от Чан Кайшъ като „приятел на Китай“.